# Kärrysaari (ö i Mellersta Finland)
Kärrysaari är en ö i Finland. Den ligger i sjön Iso Pihlajajärvi och i kommunen Kuhmois i landskapet Mellersta Finland, i den södra delen av landet, 170 km norr om huvudstaden Helsingfors. Öns area är 0,4 hektar och dess största längd är 90 meter i öst-västlig riktning.